# Великое Село (Скребловское сельское поселение)
Вели́кое Село́ — деревня в Скребловском сельском поселении Лужского района Ленинградской области.

## История
В начале XIX века в деревне была возведена деревянная часовня во имя святого Николая Чудотворца.
Деревня Великое Село, состоящая из 43 крестьянских дворов, упоминается на карте Санкт-Петербургской губернии Ф. Ф. Шуберта 1834 года.

ВЕЛИКОЕ СЕЛО — деревня принадлежит генерал-майорше Ададуровой, число жителей по ревизии: 116 м. п., 118 ж. п. (1838 год)

Деревня Великое Село из 43 дворов отмечена на карте профессора С. С. Куторги 1852 года.

ВЕЛИКОЕ СЕЛО — деревня владельческая при реке Куксе, число дворов — 42, число жителей: 118 м. п., 119 ж. п. (1862 год)

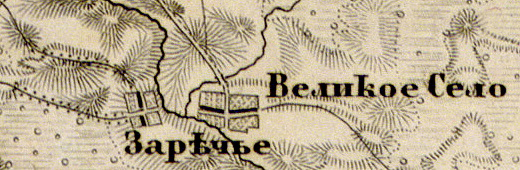
Деревня Великое Село на карте 1863 года

В XIX веке деревня административно относилась ко 2-му стану Лужского уезда Санкт-Петербургской губернии, в начале XX века — к Югостицкой волости 5-го земского участка 4-го стана.
По данным «Памятной книжки Санкт-Петербургской губернии» за 1905 год деревня называлась Великое-Село и входила в Великосельское сельское общество.
С 1917 по 1923 год деревня Великое Село входила в состав Зарецкого сельсовета Югостицкой волости Лужского уезда.
С 1923 года, в составе Передольской волости.

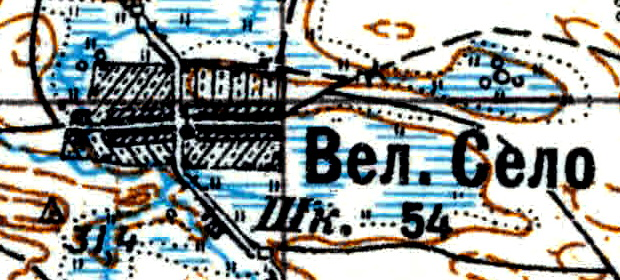
Деревня Александровка на карте 1926 года

Согласно топографической карте 1926 года деревня насчитывала 54 двора. В центре деревни находилась часовня, а к югу от деревни — школа.
С 1927 года, в составе Лужского района.
С 1928 года, в составе Великосельского сельсовета. В 1928 году население деревни Великое Село составляло 246 человек.
По данным 1933 года деревня Великое Село являлась административным центром Великосельского сельсовета Лужского района, в который входили 9 населённых пунктов: деревни Большие Шатновичи, Великое Село, Заречье, Малые Шатновичи, Невежицы, Рассохи, Чайково, Чекле и пустошь Волчинец, общей численностью населения 1012 человек.
C 1 августа 1941 года по 31 января 1944 года деревня находилась в оккупации.
С 1965 года, в составе Бутковского сельсовета. В 1965 году население деревни Великое Село составляло 62 человека.
По данным 1966 года деревня Великое Село также входила в состав Бутковского сельсовета.
По данным 1973 и 1990 годов деревня Великое Село входила в состав Скребловского сельсовета.
По данным 1997 года в деревне Великое Село Скребловской волости проживали 17 человек, в 2002 году — 13 человек (русские — 92 %).
В 2007 году в деревне Великое Село Скребловского СП проживали 12 человек.

## География
Деревня расположена в южной части района на автодороге 41К-144 (Киевское шоссе — Невежицы).
Расстояние до административного центра поселения — 15 км.
Расстояние до ближайшей железнодорожной станции Луга I — 31 км.
Деревня находится на правом берегу реки Кукса.

## Демография
| 1838 | 1862 | 1928 | 1965 | 1997 | 2007 | 2010 |
| ---- | ---- | ---- | ---- | ---- | ---- | ---- |
| 234  | ↗237 | ↗246 | ↘62  | ↘17  | ↘12  | ↗18  |
| 2017 |      |      |      |      |      |      |
| ↘14  |      |      |      |      |      |      |

## Улицы
Речная, Центральная.